# AS Awa FC
Maillots
Actualités
Dernière mise à jour : 25 juillet 2022.
L'AS Awa FC est un club féminin de football camerounais fondé en et basé à Yaoundé.

## Histoire
L'AS Awa est fondé en 2014 par Thomas Awa. Le club est promu en 2017 en première division, et remporte son premier titre de champion du Cameroun en 2018. À la lutte avec les deux principaux clubs du pays, les Louves Minproff et les Amazones FAP, tous deux soutenus par des structures étatiques, l'AS Awa retrouve son titre en 2021, et se qualifie ainsi pour la Ligue des champions.

## Palmarès
| Compétitions nationales |
| --- |
| - Championnat féminin du Cameroun (3) : - Vainqueur en 2018, 2021 et 2022. - Deuxième en 2019 et 2020. - Tournoi de la Femme (1) : - Vainqueur en 2017. |